# Regionförvaltningsverk

RFV:s regioner.
Röda punkter: Orter med huvudkontor för regionens regionförvaltningsverk.
Blå punkter: Orter med filialkontor.

Regionförvaltningsverket (RFV) (finska: aluehallintovirasto) är vart och ett av de regionala statliga ämbetsverk som (tillsammans med närings-, trafik- och miljöcentralerna) den 1 januari 2010 ersatte Finlands länsstyrelser, som avskaffades med utgången av år 2009 (se vidare Finlands län). Varje regions regionförvaltningsverk leds av en överdirektör. 
På Åland delar Ålands landskapsregering och Statens ämbetsverk på Åland på de uppgifter som regionförvaltningsverken har i övriga delar av Finland.

## Uppgifter
Enligt lagen om regionförvaltningsverken  har verken följande arbetsuppgifter:
- Social- och hälsovård, miljöhälsovård samt tillstånds- och andra ansökningsärenden som anknyter till miljöskyddet och vattenskyddslagstiftningen.
- Utbildnings- och det övriga bildningsväsendet samt konsument- och konkurrensförvaltningen.
- Främjande och förverkligande av rättssäkerhet, och utvärderande av regional tillgång till grundläggande service.
- Tillsyn över och utveckling av arbetarskyddet.
- Styrning, övervakning och utveckling av magistraterna.
- Räddningsväsendet och polisväsendets regionala myndighetssamarbete.

Schemat över regionförvaltningsverkets organisation varierar från regionförvaltningsverk till regionförvaltningsverk. 

## Lista över de regioner där regionförvaltningsverket har verksamhet
Regionförvaltningsverket har verksamhet vid sex regioner i Finland:
- Regionförvaltningsverket i Södra Finland, Tavastehus

Regionen omfattar landskapen Egentliga Tavastland, Päijänne-Tavastland, Nyland,  Kymmenedalen och Södra Karelen. Till den del av regionförvaltningsverket som ansvarar för miljötillstånden hör också landskapen Egentliga Finland och Satakunta.
- Regionförvaltningsverket i Sydvästra Finland, Åbo

Regionen omfattar landskapen Egentliga Finland och Satakunta. Till den del av regionförvaltningsverket som ansvarar för arbetarskyddstillsynen hör också landskapet Åland.
- Regionförvaltningsverket i Östra Finland, S:t Michel

Regionen omfattar landskapen Södra Savolax, Norra Savolax och Norra Karelen.
- Regionförvaltningsverket i Västra och Inre Finland, Vasa

Regionen omfattar landskapen Birkaland, Mellersta Finland, Södra Österbotten, Österbotten samt Mellersta Österbotten.
- Regionförvaltningsverket i Norra Finland, Uleåborg

Regionen omfattar landskapen Norra Österbotten och Kajanaland.
- Regionförvaltningsverket i Lappland, Rovaniemi

Regionen omfattar landskapet Lappland.
- På Åland motsvaras regionförvaltningsverket av Statens ämbetsverk på Åland, Mariehamn. Chefstjänstemannen där bär alltjämt titeln landshövding.